# Cristo Rey (Distrito Nacional)
Cristo Rey es un barrio emblemático de la ciudad de Santo Domingo, ubicado en el Distrito Nacional de la República Dominicana. Este sector, con una rica historia de migración y trabajo, ha sido habitado principalmente por clases sociales medias bajas, y su población ha experimentado un crecimiento acelerado desde su formación en la década de 1970.
A pesar de su belleza y el sentido de comunidad que lo caracteriza, Cristo Rey enfrenta desafíos significativos, especialmente en términos de seguridad y servicios. A lo largo de las décadas, el barrio se ha transformado en un centro vibrante de actividad social, aunque sigue siendo uno de los sectores más vulnerables de la capital.

## Historia
Cristo Rey, un barrio tradicionalmente conocido por su ambiente vibrante y su historia de transformación social, es un símbolo del crecimiento urbano de Santo Domingo durante la segunda mitad del siglo XX. Su origen como comunidad data de la década de 1970, un período de grandes cambios para la capital dominicana. La construcción del Zoológico Nacional en las cercanías del río Arroyo marcó el punto de partida para la llegada masiva de campesinos del norte del país, principalmente desde las regiones de Santiago y Montecristi. Estos migrantes, buscando mejores oportunidades laborales, se asentaron en la zona, transformándola en un núcleo urbano de clase media baja.
A lo largo de los años, el barrio comenzó a caracterizarse por su densidad poblacional y por la creciente diversificación de su población, que incluía trabajadores de diversas áreas, comerciantes y jóvenes en busca de una vida mejor. Sin embargo, a medida que la urbanización avanzaba, también lo hacían los problemas asociados a la falta de infraestructura adecuada, la pobreza y el desempleo. Estos factores contribuyeron al surgimiento de la delincuencia y la inseguridad, convirtiendo a Cristo Rey en uno de los sectores más peligrosos de Santo Domingo.
A pesar de estas adversidades, Cristo Rey ha mantenido una fuerte identidad comunitaria. Las calles del barrio están llenas de actividad cotidiana, desde pequeños comercios hasta eventos culturales que celebran las raíces del lugar. Las familias, muchas de las cuales llevan generaciones en el sector, se esfuerzan por mejorar las condiciones de vida y fomentar el espíritu de solidaridad entre los vecinos. La historia de Cristo Rey es, en muchos aspectos, una historia de resiliencia, marcada por la lucha constante de su gente por superar las dificultades y construir un futuro mejor, tanto para ellos como para las nuevas generaciones que nacen en el corazón de la capital, el Gran Santo Domingo.